# Parque nacional de Store Mosse
El parque nacional de Store Mosse (en sueco: Store mosse nationalpark, lit.'parque nacional de Musgo Grande') es un parque nacional situado en Småland, al sur de Suecia, cerca de Värnamo. Su superficie es de 77 km² y su principal característica son las extensas ciénagas formadas a lo largo de miles de años. Fue declarado parque nacional en 1982.
En el parque pueden encontrarse hasta 50 especies diferentes de líquenes. Entre su fauna destacan los alces y en verano las aves zancudas, que pasan la temporada fría en lugares más templados como España. Su símbolo es una grulla.
Store Mosse y Kävsjön (un área de 7580 ha) están protegidas desde el 5 de diciembre de 1974 como sitio Ramsar (n.º ref. 20).